# Kanton Belfort-2
Der Kanton Belfort-2 ist ein französischer Wahlkreis Verwaltungseinheit im Département Territoire de Belfort und in der Region Bourgogne-Franche-Comté.
Der Kanton besteht aus einem Teil der Stadt Belfort mit insgesamt 15.819 Einwohnern (Stand: 1. Januar 2022):